# Grand Prix Hassan II 1997 - Qualificazioni doppio
Le qualificazioni del doppio  del Grand Prix Hassan II 1997 sono state un torneo di tennis preliminare per accedere alla fase finale della manifestazione. I vincitori dell'ultimo turno sono entrati di diritto nel tabellone principale. In caso di ritiro di uno o più giocatori aventi diritto a questi sono subentrati i lucky loser, ossia i giocatori che hanno perso nell'ultimo turno ma che avevano una classifica più alta rispetto agli altri partecipanti che avevano comunque perso nel turno finale.
Le qualificazioni del doppio del torneo Grand Prix Hassan II 1997 prevedevano 4 coppie partecipanti di cui una è entrata nel tabellone principale.

## Teste di serie
1. Alberto Martín /  Albert Portas (Qualificati)

1. Devin Bowen /  David Roditi (ultimo turno)

## Qualificati
1. Alberto Martín  /   Albert Portas

## Tabellone

### Legenda
| - Q = Qualificato - WC = Wild card - LL = Lucky loser | - ALT = Alternate - SE = Special Exempt - PR = Protected Ranking | - w/o = Walkover - r = Ritirato - d = Squalificato |

|  | Primo turno | Primo turno                         | Primo turno                         | Primo turno | Primo turno |  |  | Ultimo turno | Ultimo turno                 | Ultimo turno | Ultimo turno | Ultimo turno |  |
|  |             |                                     |                                     |             |             |  |  |              |                              |              |              |              |  |
|  | 1           | Alberto Martín Albert Portas        | 7                                   | 4           | 6           |  |  |              |                              |              |              |              |  |
|  |             | Jaime Frontera Davide Sanguinetti   | 5                                   | 6           | 0           |  |  | 1            | Alberto Martín Albert Portas | 4            | 7            | 6            |  |
|  | 2           | Devin Bowen David Roditi            | Devin Bowen David Roditi            | 6           | 6           |  |  | 2            | Devin Bowen David Roditi     | 6            | 6            | 2            |  |
|  |             | Chemseddine Belal Karim Ben Mansour | Chemseddine Belal Karim Ben Mansour | 0           | 4           |  |  |              |                              |              |              |              |  |